# Браун, Пол Юджин
Пол Юджин Браун (англ. Paul Eugene Brown; род. 7 сентября 1908, Норуолк, Огайо— ум. 5 августа 1991, Цинциннати, Огайо) — американский тренер и управленец во Всеамериканской футбольной конференции (AAFC) и Национальной футбольной лиге (НФЛ). Был сооснователем и первым тренером команды «Кливленд Браунс», а позже принял участие в создании «Цинциннати Бенгалс». За тренерскую карьеру Пола Брауна в 25 сезонов его команды выиграли семь чемпионатов.
Начал свою тренерскую карьеру в школе Северн в 1931 году, пока не стал главным тренером футбольной команды средней школы Массиллон Вашингтон. За 11 сезонов под его руководством команда проиграла только десять игр. В 1942 году был нанят в Университет штата Огайо, чью команду начал тренировать к первому для неё национальному чемпионату. После окончания второй мировой войны стал главным тренером «Кливленд Браунс», с которыми выиграл все четыре чемпионата ААФК до её объединения с НФЛ в 1950 году. В 1950, 1954 и 1955 годах команда выиграла три чемпионата НФЛ, но в январе 1963 года Браун был уволен владельцем команды Артом Моделлем из-за борьбы за власть. В 1968 году Браун основал и стал первым главным тренером «Цинциннати Бенгалс», с которыми работал до своего ухода с тренерской работы в 1975 году. После этого работал в должности президента команды вплоть до своей смерти в 1991 году, в память о нём стадион «Бенгалс» назван в его честь. В 1967 году был введён в Зал славы профессионального американского футбола.
Ввёл ряд нововведений в американский футбол: который использовал игровой фильм для разведки противников, нанял штатных помощников и проверял игроков на знание игрового пособия. Также изобрёл современную маску для лица, практис-сквад и дроу плей. Сыграл роль в преодолении цветового барьера профессионального футбола, введя в свои команды первых афроамериканцев, которые играли в профессиональный футбол в современную эпоху. Несмотря на эти достижения, Браун нравился не всем. Он был строгим и контролирующим наставником, что часто приводило его к конфликту с игроками, которые хотели иметь большее влияние в игре. Эти споры в сочетании с отказом проконсультироваться с Моделлем по основным кадровым решениям привели к его увольнению с поста тренера «Кливленд Браунс» в 1963 году.

## Ранняя жизнь
Браун вырос в Массиллон, штат Огайо, куда он переехал со своей семьёй из Норуолка, когда ему было девять лет. Его отец Лестер был диспетчером на железной дороге Уилинг и Лейк-Эри. Массиллон был судоходным и сталелитейным городом, одержимым своими школьными и профессиональными футбольными командами, обе которых звались «Тайгерс». Основным соперником Массийона на обоих уровнях был более крупный и богатый соседний город Кантон. Когда профессиональные команды прекратили существование в 1920-х годах, соперничество между школьными командами вышло на первый план.
Браун поступил в среднюю школу Массиллон Вашингтон в 1922 году. Хотя в детстве он играл в американский футбол, он был низкорослым для игры и весил менее 150 фунтов. По этому сначала он сосредоточил свою спортивную энергию на прыжках с шестом. Гарри Стулдрехер, который впоследствии стал одним из легендарных четырёх всадников Нотр-Дам, был тогда квотербеком средней школы. Но тренер Дэйв Стюарт увидел решимость Брауна быть хорошим прыгуном несмотря на его небольшой размер, и привёл его в футбольную команду; будучи юниором в 1924 году, Пол стал стартовым квотербеком. Массиллон опубликовал запись побед и поражений в младших и старших классах Брауна в качестве стартера, составившую 15-3.
Браун окончил школу в 1925 году и поступил в государственный университет Огайо в следующем году, надеясь попасть в местную команду Бакайс. Он так и не прошёл стадию отбора. После первого курса он перешёл в Университет Майами в Оксфорде, штат Огайо, где последовал за Уибом Эубэнком в качестве стартового квотербека школы. Под руководством тренера Честера Питтсера Браун вошёл во вторую команду малых колледжей Огайо в конце 1928 года, составленную Associated Press. За два сезона в Майами Браун привёл команду к рекорду 14-3. Он был членом каппа-главы Delta Kappa Epsilon.  В следующем году он женился на своей школьной возлюбленной Кэти Кестер. Браун прошёл предварительную подготовку в Майами и рассматривал возможность изучения истории по стипендии Родса, но после колледжа он стал тренером. По рекомендации Стюарта в 1930 году его наняла частная подготовительная школа Северн в Мэриленде.

## Карьера тренера в школе

### Школа Северн
Браун провёл два очень успешных года в Северне. Команда не проиграла в своем первом сезоне и выиграла чемпионат штата Мэриленд. В 1931 году рекорд команды равнялся 5-2-1. Общий рекорд Брауна был 12-2-1. После второго года обучения Массиллону стала доступна должность главного тренера, и её занял Браун.

### «Массиллон Тайгерс»
Браун вернулся в Массиллон в 1932 году, когда ему было 24 года, и он едва закончил колледж через два года. Его задачей было изменить команду «Тигров», которая за шесть сезонов после ухода Стюарта, старого тренера Брауна, превратилась в посредственность. В 1931 году, за год до прибытия Брауна, «Тигры» закончили со счётом 2-6-2. Стратегия Брауна заключалась в создании дисциплинированной и трудолюбивой команды. Он рано уволил помощника за то, что опоздал на тренировку, потому что ему пришлось работать на своей ферме. Ни одному игроку «Тигров» не разрешалось сидеть на скамейке запасных во время игры; Браун заставил их встать. В Massillon Браун применил схему нападения и блокировки, которую узнал от Джимми ДеХарта из Университета Дюка и Ноблу Кизеру из Университета Пердью. Он отдавал предпочтение скорости над силой.

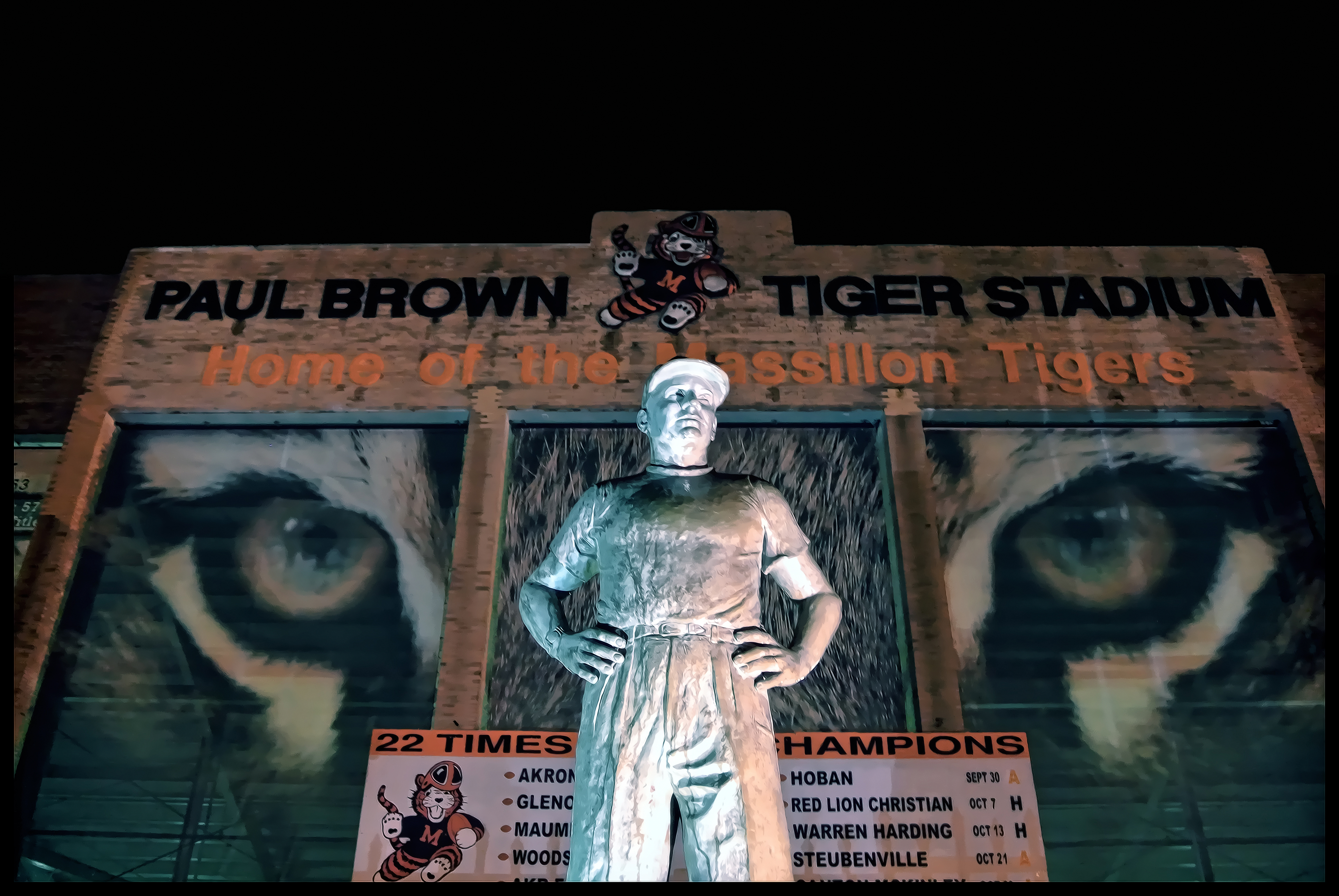
Стадион в Массиллоне со статуей Пола Брауна.

В свой первый сезон команда Брауна установила рекорд 5-4-1, что было лучше прошлогодних показателей, но отставало от строгих стандартов Брауна. В 1933 году «Тигры» снова улучшились, закончив с рекордом 8-2, но проиграв своим главным соперникам — «Бульдогам» из средней школы Кантона МакКинли. В 1934 году Массиллон выиграл все свои игры, пока в последней игре сезона не проиграл Кантон со счётом 21-6. В следующем году команда пола Брауна оказалась непобеждённой.
К тому времени Браун ввёл в действие свою систему: строгий, систематический подход к тренерской работе в сочетании с хорошо организованной кадровой сетью, которая привлекала многообещающих молодых игроков из футбольной программы средней школы Массиллона. Он не обращал внимания на расу и привёл в команду нескольких афроамериканских игроков в то время, когда многие северные школы исключили их.
В последующие пять сезонов Массиллон проиграл только одну игру в 1937 году со счётом 7:0 в Нью-Касле, штат Пенсильвания, после того, как несколько игроков заболели гриппом. По мере роста престижа команды Браун в 1936 году убедил школу построить новый стадион, почти в три раза превышающий размер существовавшего тогда стадиона на 7000 мест. Стадион был закончен в 1939 году и теперь носит имя Брауна. Вершиной карьеры Брауна в Массилоне стала победа в сезоне 1940 года над средней школой Уэйта из Толедо: «Тигры» и «Уэйт» не проигрывали в сезоне 1939 года и завоевали титулы чемпионов штата, команды решили свести счёты в следующем году, встреча завершилась победой команды Брауна 28-0. Команда Massillon 1940 года до сих пор считается историками одной из лучших в истории футбола средней школы на уровне штата. В предсезонной схватке «Массиллон Тайгерс» сыграли с «Золотыми вспышками» Кентского университета, сумев победить более старшую команду колледжа со счётом 47-0.
В течение девяти лет Браун изобрёл подробный список расстановок и сетов плейбука, проверяя своих игроков на знание этого. Он также положил начало практике посылать игры своему квотербеку с боковой линии, используя жесты рукой. Его общий рекорд в школе был 80-8-2, включая серию из 35 побед. Между 1935 и 1940 годами команда пять раз выиграла чемпионат штата по футболу и четыре раза выиграла национальный чемпионат по футболу среди школьников, опередив соперников на 2393 очка до 168 за этот период. После первых поражений от Кантона «Тигры» победили «Бульдогов» шесть раз подряд. Между 1935 и 1940 годами команда пять раз выиграла чемпионат штата по футболу и четыре раза выиграла национальный чемпионат по футболу среди школьников, опередив соперников на 2393 очка до 168 за этот период. После первых поражений от Кантона «Тигры» победили «Бульдогов» шесть раз подряд.

## Работа в колледже и военная карьера

### «Огайо Стэйт Бакайс»
Успех Брауна значительно повысил его авторитет в Огайо; люди стали называть его «Чудотворцем из Массилона». Когда в 1940 году главный тренер команды университета штата Огайо Фрэнсис Шмидт ушёл после троекратного поражения принципиальному сопернику «Мичиган Вулверайнс», Браун был среди кандидатов. Официальные представители учебного заведения скептически относились к переходу из школьного в колледжский футбол 33-летнего тренера, но побоялись потерять верных Брауну талантливых новичков из средней школы, которые могли уйти из университета в случае не подписания их наставника.
Университет предложил Брауну зарплату в 6,5 тыс. долл. (110 тыс. долл. в ценах 2020 года), что на 1,5 тыс. долл. превышало его зарплату в Массилионе. Он принял предложение в январе 1941 г. и сразу же начал вводить свою строгую систему. Игроки были обучены и опрошены, и Браун сосредоточился на подготовке первокурсников к стартовым ролям после ухода выпускников. Он приучал своих игроков отдавать предпочтение скорости, приняв за меру 40-ярдовый рывок.
Первый год Брауна в штате Огайо был успешным. Баккейцы выиграли шесть из восьми игр в 1941 году; единственное поражение им нанесли Северо-Западный университет и их звёздный защитник Отто Грэм. Финальной игрой сезона была ничья 20-20 с Мичиганом, что сторонники университетской команды Огайо сочли хорошим исходом из-за изначального аутсайдерского статуса их команды. «Бакайс» заняли второе место в Западной конференции, объединяющей университетские команды со Среднего Запада США (теперь известной как Большая десятка), и заняли 13-е место в опросе AP. Браун занял четвёртое место в голосовании по выбору национального тренера года.
Нападение Японии на Перл-Харбор 7 декабря 1941 г. грозило сорвать сезон 1942 г., но большинство команд колледжей продолжали играть, корректируя графики и включив в них военные команды, состоящие из проходивших воинскую службу игроков. «Бакайс» открыли сезон, победив команду Форт-Нокса со счётом 59:0, за которой последовали ещё две победы над университетами Южной Калифорнии и Индианы. В первом опросе AP в сезоне университет Огайо был впервые признан лучшим в стране. Команда 1942 года была первой, состоящей в основном из игроков, выбранных Брауном, включая Билла Уиллиса, Данте Лавелли и звёздного полузащитника Леса Хорватса. В середине сезона Баккейцы проиграли Висконсинскому университету после того, как многие игроки выпили плохую воду и заболели. Это была единственная потеря команды в сезоне, которая завершилась победой со счётом 21-7 над «Мичиганом». Баккейз выиграли Западную конференцию и завоевали свой первый национальный титул после завершения сезона на вершине опроса AP.
Сезон 1943 года стал для Брауна катастрофой. Истощённая военным призывом и имея жёсткую конкуренцию со стороны команд на базах армии и флота, «Бакайс» были вынуждены использовать на поле ещё не поступивших в армию 17-летних новичков. Университет присоединился к армейской программе специализированной подготовки, которая не позволяла его студентам участвовать в университетских видах спорта, в отличие от участвовавших в учебной программе ВМФ V-12 учебных заведений вроде Мичиганского университета и Пердью. Баккейцы закончили со счётом 3-6. За три сезона в штате Огайо Браун установил рекорд 18-8-1.

### «Грейт Лейкс Блю Джекетс»
Браун был классифицирован как 1-А в 1944 году и получил звание лейтенанта ВМС США. Он служил на военно-морской тренировочной базе Грейт-Лейкс недалеко от Чикаго в качестве главного тренера футбольной команды Блю Джекетс, которая соревновалась с другими служебными командами и программами колледжа. База была промежуточным звеном для новобранцев ВМФ между обучением и действительной службой во время Второй мировой войны, но её командиры серьёзно относились к спорту и рассматривали победы в этйо сфере как средство повысить моральный дух и предмет личной гордости. Брауна вполне могли призвать на военную службу — его предшественник Тони Хинкл провёл её в Тихом океане, но к моменту прибытия тренера война шла к завершению. У Брауна не было времени на внедрение своей системы, и вместо этого он принял наступательную схему Хинкля, заимствованную у «Чикаго Беарз». У него было немного талантливых игроков, включая защитника Джорджа Янга и полузащитника Ара Парсегяна. В 1944 году команда проиграла командам университетов Огайо и Нотр-Дам, но закончила со счётом 9-2-1 и вошла в число 20 лучших команд по опросу AP.
В сентябре 1944 года влиятельный спортивный редактор Chicago Tribune Арч Уорд предложил проект новой профессиональной футбольной лиги Всеамериканская футбольная конференция (AAFC) из восьми команд, которая после окончания войны должна была конкурировать с более авторитетной Национальной футбольной лигой (NFL). Уорд собрал богатых владельцев для новой лиги, в которую вошли команды из Лос-Анджелеса, Нью-Йорка, Сан-Франциско и Кливленда, франшиза в последнем городе досталась девелоперу и владельцу таксомоторной компании Артуру Б. «Микки» Макбрайду. Пока Браун готовился к сезону «Блю джекетс» 1945 года, Уорд от имени Макбрайда посетил тренера и спросил его, не хочет ли он тренировать новую команду. Макбрайд предлагал 17,5 тыс. долларов в год (что превышало зарплату тренера на любом уровне), и полную власть в футбольных вопросах. Браун также получил долю в структуре владения команды и стипендию, пока ещё проходил службу в армии.
8 февраля 1945 года Браун принял эту работу, сказав, что ему грустно уезжать из штата Огайо, но он «не мог отказаться от этой сделки по справедливости по отношению к моей семье». Заочно он по-прежнему был главным тренером университета Огайо, что удивило и возмутило ожидавших его возвращения после войны школьных чиновников. Однако AAFC не начала играть до окончания войны, и Браун продолжал готовиться к сезону 1945 года в районе Великих озёр. В том же году многие из его лучших игроков были переведены на базы на Западном побережье, поскольку центр войны переместился на Тихий океан. Команда стартовала с результатом 0-4-1, но одержала шесть побед подряд после того, как война закончилась и игроки вернулись со службы за границей. Через несколько недель после последней игры «Блю джекетс», победившей Нотр-Дам со счетом 39-7, Пол Браун отправился на новую работу в Кливленд.

## Профессиональная тренерская карьера

### «Кливленд Браунс» в AAFC (1946—1949)
К тому времени, как Браун прибыл в Кливленд, команда подписала ряд игроков в свой состав, включая квотербека Отто Грэма, чья северо-западная команда победила Баккейз в 1941 году. Многие игроки приехали из команд, которые Браун ранее тренировал — университета штата Огайо, Грейт-Лейкс и Массиллона. Плейкикер и тэкл Лу Гроза играл за Брауна в команде университета Огайо ещё до начала войны. Ресивер Данте Лавелли был второкурсником в команде университета Огайо, выигравшей чемпионат в 1942 году. Присоединившиеся к команде в 1946 году линейный игрок защиты Билл Уиллис, которого Браун тренировал в команде университета Огайо, и раннинбэк Марион Мотли, выросший в Кантоне и игравший за Брауна в Грейт-Лейкс, стали двумя из первых чернокожих спортсменов, игравших в профессиональный футбол. Другими подписантами стали ресивер Мак Спиди, центровой Фрэнк Гатски и защитник Эдгар «Специальная доставка» Джонс. Браун пригласил помощников, в том числе Блэнтона Коллиера, который работал в Великих озёрах и встречался с Брауном на тренировках в «Блю джекетс».
Название команды было сначала оставлено на усмотрение Брауна, который отклонил призывы назвать её «Браунс» в его честь. Затем в мае 1945 года Макбрайд провёл конкурс на название команды, в результате чего вознило имя «Пантеры», которое ранее использовалось более ранней командой из Кливленда 1920-х годов. Однако вскоре после этого прозвище было отменено. В зависимости от источника, Браун отклонил его, узнав, что «Пантеры» потерпели неудачу (согласно этой версии, Браун сказал: «Та старая команда „Пантер“ потерпела неудачу. Я не хочу, чтобы это имя было частью этого имени».), либо Макбрайд отказался платить владельцу оригинальных «Пантерс» за права на использование имени. Как бы то ни было, в августе Макбрайд уступил многочисленным просьбам и несмотря на возражения Пола Брауна окрестил команду «Браунс».
Однако в течение многих лет Браун утверждал, что второе место в конкурсе прозвищ команды получило словосочетание «Коричневые бомбардировщики», появившееся в честь тогдашнего чемпиона мира по боксу в супертяжёлом весе Джо Луиса. Согласно этой версии, когда Браун отказался от названия «Пантеры», он решил, что команде нужно подходящее для чемпиона имя, которое было сокращено до просто «Браунс». Эта альтернативная история названия была даже поддержана командой как фактическая ещё в середине 1990-х, и продолжает оставаться городской легендой по сей день. Однако Пол Браун никогда не придерживался истории Джо Луи, а позже признал, что эта идея была ложной и придуманной с целью отвлечь нежелательное внимание из-за подобного названия. «Браунс» и НФЛ теперь поддерживают позицию, согласно которой команда действительно была названа в честь Пола Брауна.
Определив состав и выбрав название команды, Браун решил построить династию, заявив: "Я хочу быть тем же, чем Нью-Йорк Янкис в бейсболе или Бен Хоган в гольфе.
После прохождения тренировочного лагеря в университете Боулинг Грин Стейт «Браунс» в сентябре 1946 года провели свою первую игру на Кливленд. Их победу над «Майами Сихокс» со счётом 44-0 наблюдало 60 135 человек, что стало рекордным показателем для тогдашнего американского футбола. то привело к череде побед; команда закончила сезон с результатом 12-2 и заняла первое место в западном дивизионе AAFC. В финальной игре «Браунс» одолели «Нью-Йорк Янкис».
Кливленд снова выиграл чемпионат AAFC в 1947 году благодаря агрессивной атаке, в которой пас вперед использовался чаще и эффективнее, чем это было принято. Успех в атаке был обусловлен особой версией Т-формации, которая постепенно вытесняла одинарную расстановку как наиболее популярную и эффективную схему футбола.
«Браунс» выиграли все игры в сезоне 1948 года, и этот успех был повторен только в 1972 году «Майами Долфинс», которых тренировал ученик Брауна Дон Шула. К 1949 году Кливленд в четвёртый раз выиграл чемпионат AAFC, которая тогда боролась за выживание. Отчасти в этом была вина доминирования «Браунс»: посещаемость игр сократилась в 1948 и 1949 годах из-за отсутствия у фанатов смотреть предсказуемые победы. В конце сезона 1949 года AAFC распалась, и команды «Балтимор Колтс», «Сан-Франциско Форти Найнерс» и сами «Кливленд Браунс» вошли в НФЛ. Кливлендцы взяли к себе несколько хороших бывших игроков AAFC из других команд, в том числе нападающего Эйба Гиброна и защитника Лена Форда, хотя некоторые наблюдатели считали команду Брауна единственной выдающейся командой в этой погибшей лиге.

### «Кливленд Браунс» в НФЛ (1950—1955)
Первым соперником «Браунс» в НФЛ в 1950 году стали двукратные чемпионы лиги «Филадельфия Иглз», которых они победили со счётом 35-10 и заложили фундамент для своих 10 побед в том году. После победы в плей-офф над «Нью-Йорк Джайентс», кливлендцы выиграли чемпионский матч против «Лос-Анджелес Рэмс» благодаря голу с игры на последней минуте Грозы «Флаг покойного оплакиваемого AAFC развевается высоко, и Пол Браун смеётся последним», гласила редакторская страница Plain Dealer. Пол Браун сказал, что его команда была «величайшей футбольной командой, которую когда-либо имел тренер, и никогда не было такой игры». За 16 сезонов Браун привёл свои команды к 12 чемпионатам. Он был первым главным тренером, выигравшим как чемпионат среди колледжей, так и чемпионат НФЛ. Это достижение позже повторили Джимми Джонсон и Барри Свитцер с «Даллас Ковбойс» в 1990-х, а также Пит Кэрролл («USC» в 2004 и «Сиэтл Сихокс» в 2013 году).
Когда «Браунс» поднялись на вершину рейтинга НФЛ, начали распространяться слухи о возвращении Брауна в «Бакайс» взамен ушедшего Уэса Фелзера. Но Браун оттолкнул от себя многих представителей университета своим невозвращением после окончания войны и отзывам ряда игроков, включая Грозу, до истечения срока их права на обучение. 27 января 1951 года Пол Браун был проинтервьюирован спортивным советом университета, который единогласно отклонил кандидатуру Брауна в пользу единогласно одобренного Вуди Хейса.
«Браунс» достигали чемпионских титулов каждый из следующих трёх лет, но проигрывали все эти игры И в 1952, и в 1953 году Кливленд проиграл чемпионаты «Детройт Лайонс», которые после десятилетий посредственной игры начали набирать обороты. Перед сезоном 1953 года Макбрайд продал команду группе местных бизнесменов во главе с Дэвидом Джонсом за 600 тыс. долл. Хотя Браун был расстроен тем, что Макбрайд не проконсультировался с ним по поводу сделки, новые владельцы заявили, что не будут вмешиваться и позволят Брауну управлять командой. Тренер видел в этом ключевую проблему: он чувствовал, что ему нужен полный контроль над кадровыми решениями и инструктажём, чтобы его система работала.
В 1953 году Грэхем объявил, что следующий сезон станет для него последним. Его команда выиграла чемпионат в 1954 году в матче-реванше против Детройта, и Браун убедил игрока вернуться. Кливленд закончил 1955 год со счетом 9-2-1, снова достигнув чемпионской игры, в которой обыграл «Рэмс» во втором чемпионате подряд, а Грэм ушёл в отставку по окончании сезона.

### Последние годы в Кливленде (1956—1963)
После ухода Грэхема и нестабильности с позицией квотербэка, «Браунс» закончили 1956 год со счётом 5-7, что стало первым проигрышным сезоном Пола Брауна в качестве профессионального тренера. На драфте следующего года команда выбрала Джима Брауна из Сиракузского университета. Когда телевидение начало помогать американскому футболу превращаться в самый популярный вид спорта Америки, Джим Браун стал выдающейся личностью. Он был красив и харизматичен в частной жизни и доминировал на поле. Пол Браун, однако, критически относился к некоторым аспектам игры юноши, включая его нежелание блокировать. В первом сезоне Джима Брауна команда достигла чемпионской игры против «Лайонс», которым уступила со счётом 59-14. «Браунс» не боролись за чемпионство в следующие два года, когда команда «Балтимор Кольтс» под руководством бывшего протеже Брауна Уиба Эубэнка выиграла эти два титула.
По мере того как звезда Джима Брауна росла, игроки начали сомневаться в лидерстве Пола Брауна в конце 1950-х. Скептицизм достиг апогея в игре против «Джайентс» в конце сезона 1958 года, в которой победа или ничья дали бы кливлендцам место чемпионской игре «Кольтс». В третьей четверти «Браунс» вышли на 16-ярдовую линию соперника с преимуществом 10-3 и выстроились в линию для броска с игры. Но тренер Браун объявил тайм-аут, прежде чем Гроза смог сделать попытку, что предупредило нью-йоркцев о возможном фальшивом ударе. Браун действительно так и поступил, и при вставании перед броском держатель мяча споткнулся, чем испортил игру. «Джайентс» смогли выиграть эту игру, обыграли Браунс в плей-офф со счётом 10:0 за титул чемпиона Восточной конференции и вышли в чемпионскую игру. В это время «Браунс» ушли с поля без места в титульном матче второй год подряд.
Пол Браун возложил ответственность на выбранного в ходе драфта 1957 года квотербека Милта Плама, заявив, что «Браунс» «потеряли веру в способность Плама играть в стрессовых условиях». Но игроки вместо этого теряли веру в тренера Брауна и его автократический стиль управления. Джим Браун начал вести еженедельное радио-шоу, которое не нравилось Полу Брауну; это подрывало его контроль над командой и её посланием. Но тренеру было трудно поставить под сомнение позицию игрока из-за его достижений на поле, и напряжение между ними всё нарастало. В 1959 и 1960 годах «Кливленд Браунс» финишировали вторыми в своём дивизионе, даже когда Джим Браун проводил лучшие сезоны лиги в стремительной игре.
Занимавшийся рекламным бизнесом в Нью-Йорке 35-летний Арт Моделл в 1961 году купил команду за 4,1 млн долл., выкупил у Брауна 15 % акций за 500 тыс. долл. и заключил с ним новый восьмилетний контракт. У него с Брауном должно было наступить «рабочее партнёрство», сам Моделл начали играть более активную роль в работе команды, чем предыдущие владельцы. Это разозлило привыкшего иметь полную свободу действий в футбольных вопросах Брауна. Моделл, который был одиноким человеком и был всего на несколько лет старше большинства игроков, начал прислушиваться к их опасениям по поводу тренера. Он особенно сблизился с Джимом Брауном, которого называл «моим старшим партнёром». Владелец команды во время её игр сидел в ложе для прессы, и можно было услышать озвучиваемые им сомнения в тактических ходах тренера, что вбивало ещё более глубокий клин между ними. В то время Браун был единственным тренером, который настаивал на назначении каждой наступательной игры, используя ротацию защитников для передачи инструкций тренера. Звуковые сигналы защитника об изменении игры на линии розыгрыша в ответ на оборонительную позицию были запрещены. Когда Плам открыто поставил под сомнение абсолютный контроль Пола Брауна над плей-коллом, его продали в Детройт.
Конфликт между Полом Брауном и Моделлом достиг критической точки, когда Браун обменял звёздного полузащитника Бобби Митчелла в обмен на права на раннинбека Эрни Дэвиса, выигравшего трофей Хейсмана и побившего все рекорды Джима Брауна в Сиракузах. Пол Браун не сообщил владельцу о своём шаге, и Моделл узнал об этом только после звонка владельца «Вашингтон Редскинз» Джорджа Престона Маршалла. Но у Дэвиса перед началом сезона 1962 года была диагностирована лейкемия. После перехода рака в ремиссию он приехал в Кливленд для участия в тренировках, но Браун не разрешал ему играть, хотя Моделл хотел дать Дэвису шанс сыграть до наступления смерти. В конечном итоге отношения между тренером и владельцем так и не были восстановлены, а Эрни Дэвис никогда не сыграл в профессиональных матчах, скончавшись 18 мая 1963 года.

### Уход из Кливденда
7 января 1963 года Моделл уволили главного тренера на фоне роста неприязни между ним с одной стороны, и игроками «Браунс» и самим владельцем с другой. Споры возникли по поводу сроков принятия решения на фоне забастовки местных газет, которая ограничила обсуждение этого шага. Однако руководитель типографии собрал группу спортивных обозревателей и опубликовал 32-страничный журнал, в котором изложены взгляды игроков на увольнение Брауна. Мнения были смешанными: сам Моделл подвергся критике, но капитан команды Майк МакКормак высказал мысль, что команда не сможет победить при Брауне. Новым главным тренером «Браунс» стал старый помощник Тома Брауна Клэнтон Коллиер, а сам он начал планировать свой следующий шаг, продолжая получать зарплату в 82 500 долл. по своему восьмилетнему контракту.
Следующие пять лет Браун не занимался тренерской работой, и при этом не посетил ни одной игры кливлендцев. Несмотря на финансовое благополучие, разочарование Брауна росло с каждым годом. Впоследствии он вспоминал: «У меня было все, что только мог пожелать мужчина: досуг, достаточно денег, прекрасная семья. И все же, несмотря на все это, я выедал свое сердце Поскольку Браун все ещё получал зарплату от „Браунс“ и любил играть в гольф, то о нём говорили, что больше него на этом увлечении зарабатывают лишь Арнольд Палмер и Джек Никлаус.
Браун изучал возможности тренерской работы, но старался не ставить себя в такое положение, когда его контроль мог быть снова поставлен под сомнение. В середине 1960-х годов для конкуренции с НФЛ возникла Американская футбольная лига, открывшая новую франшизу в Огайо — в городе Цинциннати. Браун был третьим по величине инвестором в команде и получил титулы тренера и генерального менеджера. Ему также было предоставлено право представлять команду по всем вопросам лиги, что было ключевым элементом контроля для Брауна.

### У руля „Цинциннати Бенгалс“
Новая франшиза была названа Бенгалс, потому что в Цинциннати в 1930-х годах была команда с таким названием, и тем самым Браун планировал создать отсылку к прошлому. Сын Брауна Майк присоединился к главному офису и стал главным помощником и правой рукой своего отца, который также пригласил своих помощников, включая Билла Джонсона, Рика Форзано и Билла Уолша. В своих первых двух сезонах 1968 и 1969 года „Бенгалс“ не показывали хорошей игры, но команда похоже была на подъёме, поскольку Браун на драфте смог собрать ключевую группу игроков, включая квотербека Грега Кука.
В рамках слияния АФЛ и НФЛ 1970 года „Бенгалс“ вошли в НФЛ и вместе с „Браунс“ оказались в недавно сформированной Американской футбольной конференции. Завершившая карьеру Кука перед сезоном 1970 года травма вынудила „Бенгалс“ полагаться на Вирджила Картера, резервного запасного, который мог делать точные короткие передачи, но не мог подбрасывать мяч, как когда-то Кук. С учётом этих обстоятельств Браун и Уолш приступили к разработке новой схемы нападения, которая послужила источником для будущей атаки Западного побережья, которую Уолш позже использовал с большим эффектом с Сан-Франциско Форти Найнерс.
В 1970 году „Бенгалс“ проиграли свою первую встречу с „Браунс“ со счётом 30-27, а Браун был освистан болельщиками кливлендцев за не выход после окончания игры на поле для пожатия руки тренеру соперников Коллиеру Как объяснял сам Браун, „Я годами не тряс руку другому тренеру после игры… я подошел к нему перед игрой, и тогда мы пообщались“. Позже в этом сезоне уроженцы Цинциннати обыграли „Браунс“, эту игру их тренер назовёт „моей величайшей победой“.
За годы работы главным тренером „Бенгалс“ Браун трижды выводил команду в плей-офф, в том числе в 1970 году. Тем не менее, несмотря на то, что он нашел квотербека франшизы в лице Кена Андерсона, его команда так и не смогла преодолеть первый раунд плей-офф. Через четыре дня после того, как „Бенгалс“ в сезоне 1975 года выбыли из плей-офф, Браун в возрасте 67 лет объявил об уходе на пенсию после 45 лет тренерской работы. Сама игра кардинально изменилась за время его пребывания в НФЛ, превратившись из второго вида спорта в крупнейшее и самое прибыльное развлечение Америки.

## Президент „Цинциннати Бенгалс“. Смерть

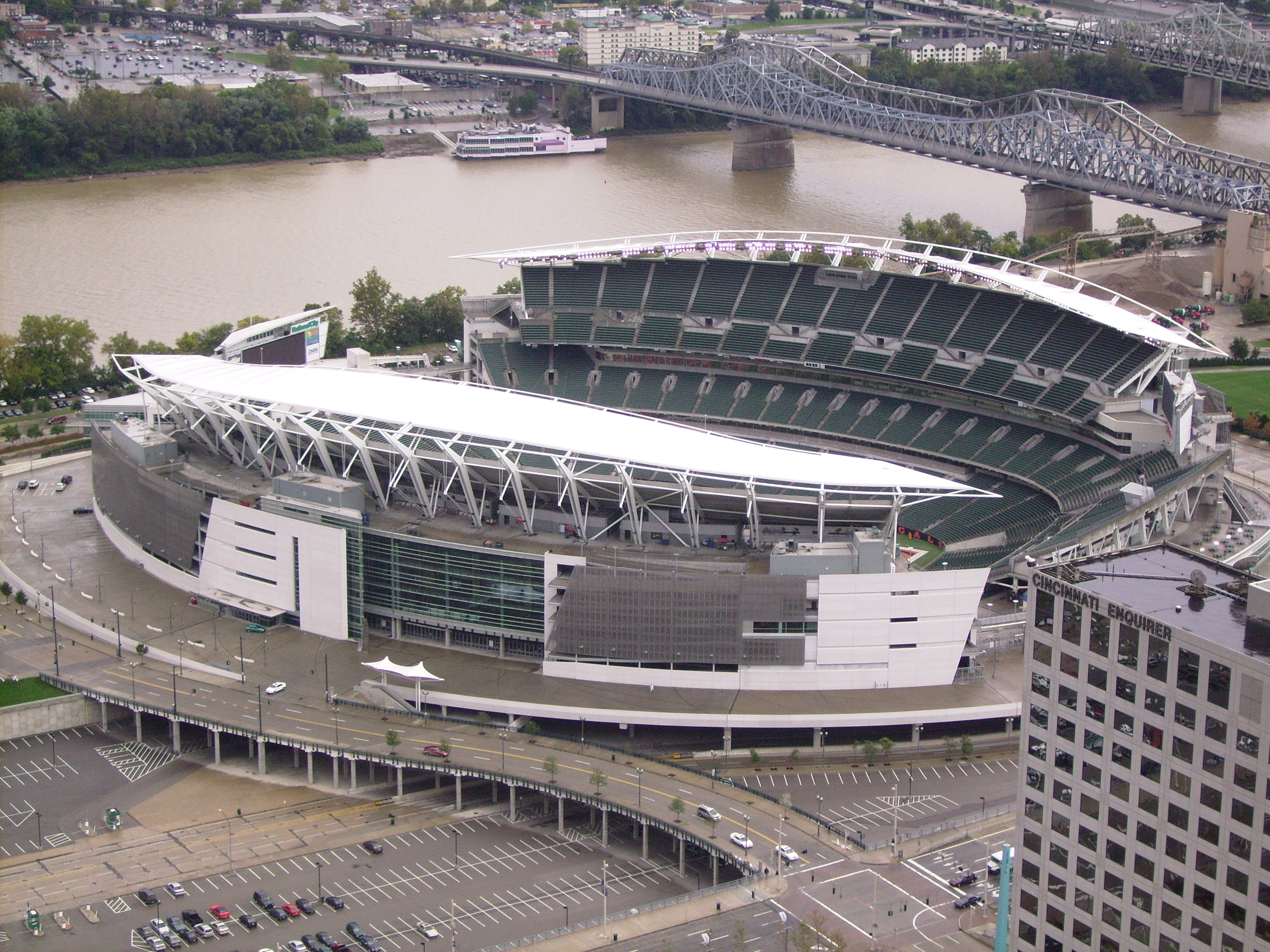
Стадион „Бенгалс“, названный в честь Пола Брауна.

Когда Браун ушёл на пенсию, главным тренером команды стал Билл „Тигр“ Джонсон. В интервью 2006 года Уолш сказал, что Браун выступал против его кандидатуры главного тренера в НФЛ. „Все время у меня были возможности, и я никогда о них не знал…А потом, когда я ушел от него, он позвонил всем, кто, по его мнению, был необходим, чтобы удержать меня от участия в НФЛ“. Пол Браун стал президентом „Бенгалс“ и застал два их выхода в СуперБоул, где они уступили „Форти Найнерс“ Уолша. 5 августа 1991 года он умер дома от осложнений после пневмонии.
У Брауна и Кэти было трое сыновей: Робин, Майк и Пит. После смерти Кэти от сердечного приступа в 1969 году он через четыре года женился на своей бывшей секретарше Мэри Райтселл. Его сын Робин умер от рака в 1978 году. Браун похоронен на кладбище Роуз-Хилл в Массиллоне.
Новым президентом команды стал Майк Браун. В 2000 году было открыто новое футбольное поле на реке Огайо, стадион был назван в честь Пола Брауна. Браун был избран в 1967 году в Зал славы профессионального футбола в Кантоне, штат Огайо. На самой церемонии Отто Грэм сказал: „Я чувствую, что он такой же прекрасный тренер, как никогда раньше…Раньше я ругал его и жаловался, но теперь я счастлив, что играл под его началом“. В 2009 году Sporting News назвал Брауна 12-м величайшим тренером всех времён; только два других тренера НФЛ были указаны над ним.

## Наследие
Хотя Браун тренировал десятки успешных команд в средней школе, колледже и на профессиональном уровне, его тяга к контролю и резкая критика сделали его непопулярным среди многих игроков. Браун был методичным и дисциплинированным тренером, который не терпел отклонений от своей системы. Самолёты его профессиональных команд не ждали опоздавших игроков; любой, кто опоздал на рейс, был вынужден добираться самостоятельно и заплатить штраф тренеру. Во время тренировки в тренировочном лагере „Браунс“ тренировались дважды в день по 55 минут, регулярные тренировки в течение сезона длились час и 12 минут. PИгроки, которые допускали ошибки в играх, подвергались насмешкам во время сеансов просмотра фильмов. Через много лет спустя игрок обороны „Браунс“ Кен Конц сказал: „Должна существовать поговорка: есть правильный путь, неправильный путь и путь Пола Брауна. Если вы поступили так же, как Пол Браун, вы были правы. Он был очень строгим тренером и ожидал, что вы будете следовать правилам“
Браун также был жестким переговорщиком по поводу заработной платы, часто отказываясь повышать ставки игрокам, несмотря на высокие результаты. Спортивные обозреватели называли его „холодным и жестоким“ и советовали игрокам „быть готовыми бороться за свою финансовую жизнь“. Игравший за „Браунс“ в конце 1950-х и 1960-х оффенсив гард Джин Хикерсон вспоминал: „Когда я подписал контракт с Полом, он считал, что 1000 долларов — это 10 миллионов долларов“.Скупой подход Брауна к зарплате разочаровал его игроков и стал движущей силой создания Национальной ассоциации игроков футбольной лиги, которая представляет интересы игроков в отношениях с лигой. Игроки Браунс, включая Данте Лавелли и Эйба Гиброна, помогли основать профсоюз в 1956 году вместе с адвокатом и бывшим помощником тренера Браунса Крейтоном Миллером. Браун был так раздражен профсоюзом, что из фотографии команды 1946 года у него в офисе была удалена фигура Миллера.
Резкий отъезд Брауна из Кливленда стал ещё одним источником критики. Победные пути его команд помогли скрыть его суровые методы и потребность в контроле, но активное участие Моделла в жизни команды в итоге выявило их. Несмотря на то, что Моделл владел командой, Браун отказался уступить какие-либо полномочия или проявить дипломатичность в своих отношениях с ним. Моделл чувствовал, что Браун не желал адаптироваться к тому, как играли в футбол в начале 1960-х.. Многие игроки того времени соглашались с этой точкой зрения. Бывший корненрбек „Браунс“ Берни Пэрриш в 1997 году говорил: „Пол не приспособился к изменениям в игре. К 1962 году он больше беспокоился о защите своей репутации как Величайшего Когда-либо Жившего Тренера, чем о том, чтобы выиграть титул…К концу сезона 1962 года многие из нас хотели, чтобы нас обменяли, потому что мы были убеждены, что никогда не выиграем титул с Полом Брауном — и мы никогда не верили, что Пол Браун куда-то денется“.  После увольнения Браун испытывал недобрые чувства к Моделлу всю оставшуюся жизнь. Он так и не простил Коллиеру того, что он стал новым главным тренером „Браунс“ после его ухода, хотя тот просил и получил его благословение.
Хотя его критиковали за автократический тренерский стиль и натянутые отношения, Браун сыграл значительную роль в эволюции и модернизации футбола. Придуманная им дроу плей — построение, где квотербек отступает для подачи паса, но затем передает мяч бегущему назад, все ещё широко используется. В своей автобиографии Браун рассказывал, что приём случайно возник в 1946 году, когда Грэм провалил игру и импровизировал, сделав позднюю передачу для Мэрион Мотли, пробежавшему мимо атакующих защитников с большим выигрышем. Он разработал подробные шаблоны проходов, которые были разработаны для использования уязвимостей в защите. Брауну также приписывают создание кармана для пасующего — схему защиты линии нападения, предназначенную дать квотербеку несколько дополнительных секунд для поиска открытого принимающего.
Однако главный вклад Брауна в игру заключался не в разработке новых приёмов, а в организации и управлении командами. До Брауна футбол считался хаотичным делом, в котором победа была результатом в основном физического мастерства, Лишь некоторые тренеры серьёзно относились к стратегии и подготовке. Браун нанял штатных помощников, проверял своих игроков на интеллект и знание игры, ввёл строгую организацию тренировок, анализировал записи игр для получения преимущества над оппонентами и создал детальную систему поиска талантов в колледжах.
Успех этого системного подхода заставил другие команды последовать его примеру. Большинство организационных инноваций Брауна используются и сегодня.», В 1997 году бывший защитник «Браунс» Пол Виггин сказал: «Никто, я имею в виду никого, никогда не пользовался такой абсолютной властью и уважением, как Пол Браун. Я считаю, что Пол Браун мог бы быть генералом в армии … вы ставили Пола Брауна руководить всем, и он был бы одним из тех особых людей, которые могли бы организовывать и руководить».
Подход Брауна повлиял на будущие поколения тренеров вплоть до наших дней. Все работавшие вместе с ним, включая Дона Шулу, Уиба Юбанка, Чака Нолла и Билла Уолша, в той или иной степени переняли его систему.
Браун был больше, чем просто тренером. Он был студентом игры, который имел непосредственное отношение к тому, чтобы сделать профессиональный футбол таким привлекательным, каким он является сегодня. Он сделал коучинг постоянной работой для себя и всех своих помощников. Другим пришлось последовать их примеру или остаться позади. Так что они поступили логично - скопировали его методы как тренера и новатора;..."Пол Браун не изобретал футбол. Он был первым, кто отнесся к этому серьезно», - заявил журнал Sport Magazine в декабрьской статье 1986 года ... Тренерский современник Брауна в течение многих лет в НФЛ Сид Гиллман сказал журналу, что всегда чувствовал, что «до Пола Брауна профессиональный футбол был« гирляндой ». Он привнес систему в профессиональный футбол. Он привнес тренировочный распорядок. Он разбил тренировку на отдельные области. У него были тренеры по позиционированию. Он был гениальным организатором. До Пола Брауна тренеры просто выкатывали мяч на тренировочное поле."Чак Хиатон, спортивный журналист Plain Dealer
Хотя пребывание Брауна в Кливленде закончилось горечью, тренер был плодотворным новатором в команде. Одним из факторов успеха Брауна было его решение нанять команду штатных тренеров, что стало отходом от нормы в эпоху, когда большинство помощников брали вторую работу в межсезонье, чтобы сводить концы с концами. Браун также изобрёл «отряд такси» — группу многообещающих игроков, которые не попали в состав, но оставались в резерве. Владелец команды Микки Макбрайд включил их в штат своей таксомоторной компании, хотя они не водили такси.
Браун усадил своих игроков в классные комнаты и безжалостно проверял их знания плейбука, требуя, чтобы они записывали каждую игру в отдельную тетрадь для лучшего запоминания. Он был немногословным человеком, и его критика игроков часто была резкой и безжалостной. Он запретил игрокам пить, посоветовал им не курить в общественных местах и сделал обязательными в дорожных поездках куртки и галстуки. Им не разрешалось заниматься сексом после вечера вторника в течение сезона. По словам Пэта Саммералла, Браун однажды обменял игрока, будущего члена Зала славы Дуга Аткинса, за то, что тот громко отрыгнул во время встречи команды.
Он был первым тренером, который использовал интеллектуальные тесты для оценки игроков, изучение команд противников с помощью записей матчей и использовал оффенсив гардов в качестве посыльных для квотербека. Он изобрел дроу плей и помог разработать современную маску для лица после того, как Лен Форд и Отто Грэм получили травмы лицаs. Критикуя тренерскую работу Брауна, Джим Браун в то же время признал, что тот правильно интегрировал футбол:
Пол Браун интегрировал профессиональный футбол, не сказав ни слова об интеграции. Он просто вышел, подписал кучу великих чернокожих спортсменов и начал надирать задницы. Вот как вы это делаете. Вы не говорите об этом. Пол никогда не говорил ни слова о расе. Но это было время в спорте, когда вы играли в некоторых городах, и белые игроки могли останавливаться в хорошем отеле, а чёрным приходилось оставаться в домах некоторых черных семей в городе. Но не с Полом. Мы всегда останавливались в отелях, которые принимали всю команду. Опять же, он не сказал ни слова. Но, по-своему, этот человек правильно интегрировал футбол — и никто не собирался его останавливать.
В 2021 году Пол Браун был членом инаугурационного класса Ring of Honor команды «Цинциннати Бенгалс».

## Тренерская статистика

### Школы
| Год  | Команда                        | Рекорд  | Титулы                                      |
| ---- | ------------------------------ | ------- | ------------------------------------------- |
| 1930 | Северн Скул Преп Эдмиралс      | 7-0-0   | Чемпионы штата Мэриленд                     |
| 1931 | Северн Скул Преп Эдмиралс      | 5-2-1   |                                             |
| 1932 | Массиллон Вашингтон ХС Тайгерс | 5-4-1   |                                             |
| 1933 | Массиллон Вашингтон ХС Тайгерс | 8-2-0   |                                             |
| 1934 | Массиллон Вашингтон ХС Тайгерс | 9-1-0   |                                             |
| 1935 | Массиллон Вашингтон ХС Тайгерс | 10-0-0  | Национальные чемпионы, Чемпионы штата Огайо |
| 1936 | Массиллон Вашингтон ХС Тайгерс | 10-0-0  | Национальные чемпионы, Чемпионы штата Огайо |
| 1937 | Массиллон Вашингтон ХС Тайгерс | 8-1-1   |                                             |
| 1938 | Массиллон Вашингтон ХС Тайгерс | 10-0-0  | Чемпионы штата Огайо                        |
| 1939 | Массиллон Вашингтон ХС Тайгерс | 10-0-0  | Национальные чемпионы, Чемпионы штата Огайо |
| 1940 | Массиллон Вашингтон ХС Тайгерс | 10-0-0  | Национальные чемпионы, Чемпионы штата Огайо |
|      | Общий итог                     | 92-10-3 | 4 национальных титулов, 6 титулов штата     |

### Колледж
| Годы | Команда                                  | Общий итог | Конференция | Титулы      | Место | Место в списке AP |  |
| ---- | ---------------------------------------- | ---------- | ----------- | ----------- | ----- | ----------------- |  |
| 1941 | Огайо Стэйт Бакайс (Конференция Big Ten) | 6-1-1      | 3-1-1       |             | T-2nd | 13                |  |
| 1942 | Огайо Стэйт Бакайс                       | 9-1        | 5-1         | Чемпионство | 1     | 1                 |  |
| 1943 | Огайо Стэйт Бакайс                       | 3-6        | 1-4         |             | 7     | 1                 |  |
|      | Общий итог                               | 18-8-1     | 9-6-1       |             |       |                   |  |

| Год        | Команда                 | Общий итог | Место в списке AP |  |
| ---------- | ----------------------- | ---------- | ----------------- |  |
| 1944       | Грейт Лейкс Блю Джекетс | 9-2-1      | 17                |  |
| 1945       | Грейт Лейкс Блю Джекетс | 6—4-1      |                   |  |
| Общий итог | 15-5-2                  |            |                   |  |

### Профессиональная лига
| Год  | Команда           | Лига | Результат | Место                                 | Итоги постезона                                                                                      |
| ---- | ----------------- | ---- | --------- | ------------------------------------- | --- |
| 1946 | «Кливленд Браунс» | AAFC | 12-2      | 1-е место в Западной Конференции AAFC | Победа над «Нью-Йорк Янкис» в чемпионской игре                                                       |
| 1947 | «Кливленд Браунс» | AAFC | 12-1-1    | 1-е место в Западной Конференции AAFC | Победа над «Нью-Йорк Янкис» в чемпионской игре                                                       |
| 1948 | «Кливленд Браунс» | AAFC | 14-0      | 1-е место в Западной Конференции AAFC | Победа над «Буффало Биллс» в чемпионской игре                                                        |
| 1949 | «Кливленд Браунс» | AAFC | 9-1-2     | 1-е место в регулярном сезоне AAFC    | Победа над «Буффало Биллс» в полуфинале, победа над «Сан-Франциско Форти Найнерс» в чемпионской игре |